# Eduard von Brauchitsch (General, 1827)
Eduard Matthias Otto August von Brauchitsch (* 18. Januar 1827 in Berlin; † 21. Januar 1889 in Potsdam) war ein preußischer Generalmajor und Kommandeur der 16. Kavallerie-Brigade.

## Leben

### Herkunft
Eduard war der gleichnamige Sohn des preußischen Generals der Infanterie Eduard von Brauchitsch (1798–1869) und dessen Ehefrau Elisabeth, geborene von Oertzen, verwitwete von Dewitz (1791–1839). Sein Bruder Karl (1822–1896) wurde Generalmajor, seine Halbbrüder Konrad (1853–1916) preußischer Generalmajor und Louis (1857–1930) Generalleutnant.

### Werdegang
Brauchitsch besuchte das Berliner Kadettenhaus, wurde anschließend am 4. Juli 1844 als Portepeefähnrich dem 5. Ulanen-Regiment der Preußischen Armee überwiesen und avancierte bis Mitte 19. April 1847 zum Sekondeleutnant. Vom 3. März 1851 bis zum 30. September 1853 war er an die Militärschule kommandiert. Nach seiner Beförderung zum Premierleutnant erfolgte am 2. November 1856 seine Ernennung zum Regimentsadjutanten. Brauchitsch stieg am 12. Januar 1859 zum Rittmeister auf und wurde ab Mitte Februar 1859 als Eskadronchef zum 5. Landwehr-Ulanen-Regiment kommandiert. Für die Dauer der Mobilmachung anlässlich des Sardinischen Krieges war er Führer der mobile 3. Eskadron seines Stammregiments. Am 1. Juli 1860 kehrte er als Eskadronchef in das Regiment zurück.
Während des Krieges gegen Österreich nahm Brauchitsch 1866 an den Schlachten bei Münchengrätz und Königgrätz teil. Nach dem Friedensschluss wurde er am 30. Oktober 1866 zum Major befördert und als Chef der 3. Eskadron in das Ulanen-Regiment Nr. 14 nach Warendorf versetzt. Am 25. September 1867 folgte eine Verwendung als etatsmäßiger Stabsoffizier im 2. Brandenburgischen Ulanen-Regiment Nr. 11 in Wandsbeck. In dieser Eigenschaft nahm Brauchitsch 1870/71 während des Krieges gegen Frankreich an den Belagerungen von Metz, Toul und Paris, sowie den Kämpfen Le Mans, Dreux, Madeleine, Belleme, Beaugency-Travant, Marchenois und Morre teil. Ausgezeichnet mit dem Eisernen Kreuz II. Klasse wurde er am 15. Juli 1871 unter Stellung à la suite zunächst mit der Führung des Westpreußischen Ulanen-Regiments Nr. 1 beauftragt, Mitte August 1871 zum Oberstleutnant befördert und am 4. November 1871 zum Regimentskommandeur ernannt.
Er stieg am 22. März 1873 zum Oberst auf. Am 4. März 1879 wurde Brauchitsch unter Stellung à la suite seines Regiments zum Kommandeur der 16. Kavallerie-Brigade ernannt und am 1. Juli 1879 zum Generalmajor befördert. Anlässlich des Ordensfestes erhielt er im Januar 1881 den Roten Adlerorden II. Klasse mit Eichenlaub. Unter Verleihung des Kronen-Ordens II. Klasse mit Stern wurde er am 4. März 1882 mit Pension zur Disposition gestellt. Er starb am 21. Januar 1889 in Potsdam.
In seiner Beurteilung schrieb der Generalmajor von Bernhardi: „Oberst von Brauchitsch besitzt ein vorteilhaftes militärisches Äußere, angenehme, gesellige Formen, einen ehrenwerten, wohlwollenden Charakter und gründliche Dienstkenntnisse, ist strebsam und eifrig und hat sein Regiment reglementarisch gut ausgebildet.“

### Familie
Brauchitsch heiratete am 10. September 1854 in Hohen-Kränig, Kreis Königsberg in der Neumark Elise von Humbert (1833–1905). Das Paar hatte mehrere Kinder:
- Davida Elisabeth (* 1855)
- Hedwig Anna Elisabeth (* 1858), Schwester des Johanniterordens
- Richard (1861–1918), preußischer Generalleutnant ⚭ Louise von Hesse (* 1868)[1]
- Viktor Eugen (1864–1925) ⚭ Olga von Bomsdorff (1873–1954)
- Eduard Gustav Adolf Rudolf (1866–1908), Bezirksamtmann von Douala, Kamerun
- Rudolf August Paul (* 1869)[2]